# Agènor (fill de Posidó)
Segons la mitologia grega, Agènor (en grec antic: Ἀγήνωρ, llatí: Agēnor) va ser un rei de Fenícia, fill de Posidó i de Líbia. A través del seu avi, Èpaf, i la seva besàvia, Io, descendia directament de Zeus. Tenia un germà bessó, Belos. Mentre Belos regnava a Egipte, Agènor regnava a Síria, on regnava sobre Tir i Sidó.
Estava casat amb Telefaassa, i amb ella va tenir tres nois, Cadme, Fènix i Cílix, i una noia, Europa. Després del rapte d'Europa per Zeus, envià els seus fills a trobar-la i els prohibí que tornessin sense ella. Els nois es posaren en marxa, però a mesura que la recerca anava resultant infructuosa, van anar fundant ciutats, en les quals es van establir, a Cilícia, a Tebes, i a Tasos. Fènix s'establí a Fenícia.
Les tradicions diuen coses diferents sobre els fills d'Agènor. Eurípides parla de Cílix, Fènix i Tasos. Pausànias només esmenta Tasos, i Heròdot parla de colònies fenícies establertes a l'illa de Tasos i d'una colònia fundada a l'illa de Tera per Cadme. Diodor de Sicília parla d'una altra colònia fundada per Cadme a l'illa de Rodes. Aquestes llegendes són tradicions locals que recordaven els establiments fenicis en aquells territoris.
De vegades, l'esposa d'Agènor no és Telefaassa, sinó Argíope. I de vegades ho és la seva neboda Antíope, filla de Belos.